# Савин, Николай Семёнович
Николай Семёнович Савин (1917-1944) — гвардии лейтенант Рабоче-крестьянской Красной Армии, участник Великой Отечественной войны, Герой Советского Союза (1944).

## Биография
Николай Савин родился 8 августа 1917 года в селе Крымская Слудка (ныне — Кизнерский район Удмуртии). После окончания семи классов школы и лесного техникума работал лесотехником. В сентябре 1941 года Савин был призван на службу в Рабоче-крестьянскую Красную Армию. В 1942 году он окончил Челябинское танковое училище. С ноября того же года — на фронтах Великой Отечественной войны.
К марту 1944 года гвардии лейтенант Николай Савин командовал танком 8-го отдельного гвардейского танкового полка прорыва 3-го танкового корпуса 2-й танковой армии 2-го Украинского фронта. Отличился во время освобождения Черкасской области Украинской ССР. В ночь с 8 на 9 марта 1944 года экипаж Савина в числе первых вошёл в Умань и принял активное участие в боях за её освобождение, отразив несколько немецких контратак и захватив около 600 автомашин и несколько складов. 10 марта 1944 года возле переправы через Южный Буг Савин с товарищами подбил вражеские танк и самоходное артиллерийское орудие, что позволило захватить переправу. 17 марта 1944 года экипаж Савина первым ворвался в Ямполь и вышел к переправе через Днестр, уничтожив два вражеских орудия. 18 марта в бою танк Савина был подбит. При попытке погасить возгорание Савин получил тяжёлые ранения в грудь и голову, и пять дней спустя скончался в госпитале. Похоронен в селе Дзыговка Ямпольского района Винницкой области Украины.

## Награды
Указом Президиума Верховного Совета СССР от 13 сентября 1944 года за «образцовое выполнение боевых заданий командования на фронте борьбы с немецкими захватчиками и проявленные при этом мужество и героизм» гвардии лейтенант Николай Савин посмертно был удостоен высокого звания Героя Советского Союза. Также был награждён орденами Ленина и Отечественной войны 1-й степени, медалью.

## Память
В честь Савина названы улица в Кизнере, школа в Крымской Слудке.